# Rajon Bankja
Rajon Bankja (bulgariska: Район Банкя) är ett distrikt i Bulgarien.   Det ligger i kommunen Stolitjna Obsjtina och regionen Sofija-grad, i den västra delen av landet, 14 km väster om huvudstaden Sofia. I distriktet ligger orterna Bankya, Ivanjane och Klisura.
Runt Rajon Bankja är det i huvudsak tätbebyggt. Runt Rajon Bankja är det tätbefolkat, med 849 invånare per kvadratkilometer.